# Моріс Надо
Моріс Надо (фр. Maurice Nadeau; 21 травня 1911, Париж — 16 червня 2013, там само) — французький літературний критик, історик літератури, видавець. Був батьком французької акторки Клер Надо.

## Біографія
Втратив батьків під час  Першої світової війни. Закінчив Еколь Нормаль в Ліоні. На студентській лаві активно зайнявся політикою. В 1930 році вступив в ФКП, в 1932 році був виключений за опозиційні настрої. Став членом  троцькістської  Міжнародної робочої партії П'єра Навіля, зблизився з лівим крилом сюрреалізму (Бретон, Арагон, Жак Превер, Бенжамін Пере). З 1936 року вчителював у Праді і Тьє. Під час  Другої світової війни брав участь в Опорі, його осередок, в якій серед інших був Давид Руссе, потрапила в облаву, багато її члени опинилися в таборах. Надо за допомогою дружини Давида Руссе зумів уникнути депортації.
Після Визволення вів літературну сторінку в журналі (journal) Combat, який очолював Альбер Камю. Зблизився з Жоржем Батаєм, Рене Шаром, Анрі Мішо, Генрі Міллером, Клодом Сімоном. Брав участь у виданні творів  маркіза де Сада, захищав  Селіна. Потім працював у різних видавництвах, включаючи Mercure de France (1949–1953), і виданнях ( France-Observateur , 1952–1959; L'Express, 1959–1964; Les Lettres nouvelles, 1953—1976). Зблизився з Сартром. Під час  війни в Алжирі підписав Маніфест 121 (1960) з протестом проти колонізаторської політики держави.
15 березня 1966 року випустив перший номер двотижневого літературного огляду La Quinzaine littéraire, що видається донині. В 1977 році заснував видавництво, по журналу отримало назву Les Lettres nouvelles, де працював до смерті, з 1984 року — під ім'ям видавця Éditions Maurice Nadeau. Тут, серед багато іншого, були опубліковані книги Кутзее, дебютний роман Уельбека Розширення простору боротьби та інші. Надо, критик і видавець, відкрив для французького читача десятки авторів європейського та світового масштабу.
Помер у віці 102 роки.

## Праці

### Власні книги
- Історія сюрреалізму / Histoire du surréalisme, Le Seuil, 1945; Points-Seuil 1970
- Документи з історії сюрреалізму / Documents surréalistes, Le Seuil, 1948.
- Сьогоднішня література / Littérature présente, Corréa, 1953
- Michel Leiris et la quadrature du Cercle, essai, Julliard, 1963; Maurice Nadeau, 2002.
- Післявоєнний французький роман / Le Roman français depuis la guerre, essai, Gallimard, 1969; Le Passeur, 1992.
- Gustave Flaubert, écrivain, études, Denoël, 1969; Maurice Nadeau, 1980.
- Grâces leur soient rendues, Albin Michel, 1990 і 2011
- Une vie en littérature. Conversations avec Jacques Sojcher, Complexe, 2002 (бесіди про літературу)
- Sade, l'insurrection permanente, Maurice Nadeau, 2002
- Serviteur! Souvenirs littéraires, Albin Michel, 2002 (спогади)
- Journal en public, Maurice Nadeau / La Quinzaine littéraire, 2006
- Le Chemin de la vie, entretiens avec Laure Adler, Verdier, 2011 (бесіди про літературу)

### Підготовлені видання
- Marquis de Sade: Œuvres, précédé de Exploration de Sade, La Jeune Parque, 1947.
- Gustave Flaubert: Œuvres complètes et Correspondance, 18 тт., Rencontre, 1965–1983
- Антологія французької поезії / Anthologie de la poésie française, 12 тт., Rencontre (Lausanne), 1966–1967 (у співавторстві)
- Album Gide, Bibliothèque de la Pléiade / Gallimard, 1985
- Ferdinando Scianna, Actes-Sud, 2008.

## Визнання
Велика Національна премія з літератури (1988). Орден Мистецтв і літератури. Про Моріса Надо зняті 4 документальних фільми.